# Kåre Bluitgen

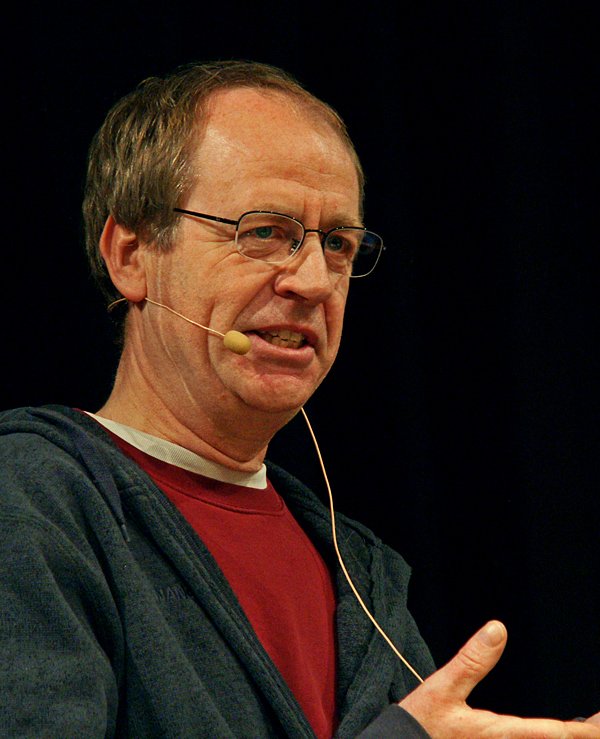
Kåre Bluitgen (2011)

Kåre Bluitgen (10 mei 1959) is een Deens auteur en journalist die op 24 januari 2006 een controversieel kinderboek over het leven van Mohammed, binnen de islam gezien als profeet, publiceerde (Koranen og profeten Muhammeds liv, ISBN 87-638-0049-7). Het kostte hem moeite een illustrator te vinden die het aandurfde afbeeldingen van Mohammed te maken. Sommige illustratoren die hij benaderde zeiden geen tijd te hebben, anderen wilden het islamitische verbod op afbeeldingen van Mohammed respecteren en weer anderen vreesden represailles uit islamitische hoek. Uiteindelijk vond hij een tekenaar die het boek anoniem wilde illustreren.
Toen de Deense krant Jyllands Posten lucht kreeg van dit voorval, benaderde zij veertig cartoonisten met het verzoek afbeeldingen van Mohammed te maken ter illustratie bij een artikel over zelfcensuur en vrijheid van meningsuiting, dat op 30 september 2005 werd gepubliceerd. Daarbij werden twaalf illustraties afgedrukt die leidden tot wereldwijde protesten van moslims.
De Deense imam Abdul Wahid Pedersen noemde het boek "nutteloos", omdat het aansluit bij het klassieke vooroordeel dat Mohammed "een wreed, gemeen en onverzoenlijk krijgsheer" zou zijn. Voor het feit dat het boek illustraties van Mohammed bevat heeft Pedersen overigens begrip. (Breakingnews.ie, 10 februari 2006, zie link hieronder).
Bluitgen behaalde een onderwijsbevoegdheid (1986) en studeerde aan de Deense akademie voor journalistiek (1991)

## Publicaties
- Ernesto (1987)
- Bomuldens dronning (1988) ("Queen of the cotton")
- Jaguaren ved verdens ende (1989) ("The jaguar at the end of the world")
- Vi har iført os ligklæder (1989) ("We have put on grave clothing") "De martelaren van Chatila" (1993)
- Sabers udsendinge (1991) ("Saber's emissaries")
- Bødlens bud (1992) ("The commandment of the executioner")
- Lossen med guldører (1994) ("The lynx with golden ears")
- Erobrerne (1995) ("The conquerors")
- Og stjernene er af guld (1997) ("And the stars are made of gold")
- Himmelbrønden (1997) ("The heavenly well")
- En kuffert i Marokko (1999) ("A suitcase in Morocco")
- Løbende Bjørn (1999) ("Running bear")
- En støvle faldt fra himlen (2000) ("A boot fell from the sky")
- Til gavn for de sorte (2002) ("To the benefit of the blacks")
- Døgnfluen Viva (2002) ("The May fly Viva")
- Koranen og profeten Muhammeds liv (2006) ("The Qur'an and the life of the Prophet Muhammad")